# 伯瑟尔
伯瑟尔（德語：Bösel，發音：[ˈbøːzl̩]）是德国下萨克森州克洛彭堡县的市镇，面积为100.1平方千米，2023年12月31日总人口为8,965人。